# Darja Usanowa
Darja Usanowa-Klimina (ur. 6 września 1989 w Pawłodarze) – kazachska biathlonistka, która regularnie występuje na dużych imprezach światowych. Brała udział w Mistrzostwach Świata w Biathlomie w 2012 roku, Mistrzostwach Świata w Biathlonie w 2013 roku oraz w Zimowych Igrzyskach Olimpijskich 2014. Była także na Mistrzostwach Świata Juniorów w 2009 oraz 2010. Zdobywała kilkakrotnie punkty Pucharu Świata. W sezonie 2011/2012 została sklasyfikowana na miejscu 87, a w sezonie 2012/2013 na wyższej 58. pozycji.

## Osiągnięcia

### Igrzyska olimpijskie
| Rok  | Miejscowość | Konkurencje | Konkurencje | Konkurencje | Konkurencje | Konkurencje | Konkurencje | Konkurencje |
| Rok  | Miejscowość | IN          | SP          | PU          | MS          | RL          | MR          | SR          |
| ---- | ----------- | ----------- | ----------- | ----------- | ----------- | ----------- | ----------- | ----------- |
| 2014 | Soczi       | 40.         | 58.         | 41.         | –           | 11.         | 14.         | –           |

### Mistrzostwa świata
| Rok  | Miejscowość          | Konkurencje | Konkurencje | Konkurencje | Konkurencje | Konkurencje | Konkurencje | Konkurencje |
| Rok  | Miejscowość          | IN          | SP          | PU          | MS          | RL          | MR          | SR          |
| ---- | -------------------- | ----------- | ----------- | ----------- | ----------- | ----------- | ----------- | ----------- |
| 2012 | Ruhpolding           | 81.         | 68.         | –           | –           | 19.         | 20.         | –           |
| 2013 | Nové Město na Moravě | 69.         | 56.         | 54.         | –           | 14.         | 17.         | –           |
| 2015 | Kontiolahti          | 57.         | 82.         | –           | –           | 14.         | 24.         | –           |
| 2016 | Oslo                 | 51.         | 27.         | 35.         | –           | 8.          | –           | –           |
| 2017 | Hochfilzen           | –           | 51.         | 54.         | –           | 12.         | –           | –           |

### Mistrzostwa świata juniorów
| Rok  | Miejscowość | Konkurencje | Konkurencje | Konkurencje | Konkurencje | Konkurencje | Konkurencje | Konkurencje |
| Rok  | Miejscowość | IN          | SP          | PU          | MS          | RL          | MR          | SR          |
| ---- | ----------- | ----------- | ----------- | ----------- | ----------- | ----------- | ----------- | ----------- |
| 2010 | Torsby      | 50.         | 28.         | 29.         | nd.         | 11.         | nd.         | –           |

### Puchar Świata

#### Miejsca w klasyfikacji generalnej
| Sezon     | Miejsce |
| --------- | ------- |
| 2011/2012 | 87.     |
| 2012/2013 | 58.     |
| 2013/2014 | 72.     |
| 2014/2015 | 67.     |
| 2015/2016 | 65.     |
| 2016/2017 | 52.     |